# Zodariellum continentale
Zodariellum continentale là một loài nhện trong họ Zodariidae.
Loài này thuộc chi Zodariellum. Zodariellum continentale được Andreeva & Tyschchenko miêu tả năm 1968.